# 娜帕誦·薇拉尤蒂萊
娜帕誦·薇拉尤蒂萊（1997年1月20日—），小名Puimek，為泰國新生代女演員及歌手。代表作有《我親愛的失敗者之十七歲的你我》、《特長生》及《死亡禮物》等。

## 早期生活
Puimek於1997年1月20日出生於泰國曼谷，是家中的獨生女。其後，她在曼谷完成小學及中學教育後，在蘭實大學就讀醫學系，並於曼谷的核心醫院拉察維蒂醫院中實習，於2022年正式畢業。

## 演藝經歷
2017年，Puimek透過電視劇《王子學院之非常政治》進入演藝圈，同時成為GMMTV旗下藝人。此後又接連出演了《我親愛的失敗者之十七歲的你我》與《SOTUS S》，分別在兩部劇中詮釋單元主角與配角。
2018年，Puimek陸續在電視劇中擔綱主要角色，包括2018年的《特長生》、2019年的《死亡禮物》及2020年的《向左走向右走》等。
2021年，與唱片公司Home Run Music簽約，並於同年3月發表首張個人泰语單曲。

## 影視作品

### 電視劇
| 首播年份 | 戲名                             | 戲名   | 播放平台 | 角色                            | 備註                 |
| 首播年份 | 譯名                             | 原文名 | 播放平台 | 角色                            | 備註                 |
| 2017年   | 《王子學院之非常政治》           |        | GMM25    | Karin                           | 配角                 |
| 2017年   | 《我親愛的失敗者之十七歲的你我》 |        | GMM25    | Ainam                           | 主演                 |
| 2017年   | 《SOTUS S》                      |        | One 31   | Khaofang                        | 配角                 |
| 2017年   | 《我親愛的失敗者之永遠幸福快樂》 |        | GMM25    | Ainam                           | 特別出演 （第12集）  |
| 2018年   | 《特長生》                       |        | One 31   | Patchamon Pitiwongkorn （Mon）  | 主演                 |
| 2018年   | 《朋友界限》                     |        | One 31   | Claire                          | 配角                 |
| 2019年   | 《Wolf狼計劃》                   |        | One 31   | Yo                              | 配角                 |
| 2019年   | 《死亡禮物》                     |        | One 31   | Pimpisak Siripongraksa （Ploy） | 主演                 |
| 2020年   | 《天使在身邊》                   |        | GMM25    | 愛情天使                        | 特別出演 （第1集）   |
| 2020年   | 《向左走向右走》                 |        | GMM25    | Earn                            | 主演                 |
| 2020年   | 《Who Are You》                  |        | GMM25    | Kannika （Koykaew）             | 特別出演 （第1~3集） |
| 2020年   | 《特長生：畢業季》               |        | GMM25    | Patchamon Pitiwongkorn （Mon）  | 主演                 |
| 2021年   | 《回到15歲》                     |        | GMM25    | Prim                            | 配角                 |
| 2022年   | 《你是我缺少的唯一》             |        | True4U   | Phatsorn Boworakul              | 主演                 |
| 2023年   | 《致命寶石》                     |        | One 31   |                                 | 配角                 |

### 網路劇
| 首播年份 | 戲名                 | 戲名   | 播放平台 | 角色                       | 備註 |
| 首播年份 | 譯名                 | 原文名 | 播放平台 | 角色                       | 備註 |
| 2022年   | 《你是我缺少的唯一》 |        | TrueID   | Phatsorn Boworakul （Ang） | 主演 |

### 迷你劇集
| 首播年份 | 戲名             | 戲名                          | 播放平台 | 角色     | 備註     |
| 首播年份 | 譯名             | 原文名                        | 播放平台 | 角色     | 備註     |
| 2016年   | 《小小的大夢想》 | Little Big Dream ความฝันอันสูงสุด | One 31   | 公司職員 | 特別出演 |

## 音樂作品
| 年份   | 歌名                   | 歌名              | 合作藝人 | 備註         |
| 年份   | 譯名                   | 原文名            | 合作藝人 | 備註         |
| 2021年 | 裡面有人嗎             | นี่ๆข้างในมีใครอยู่ไหม  |          | 首張個人單曲 |
| 2022年 | 如果還忘不掉就不要開始 | อย่าเพิ่งเริ่มถ้ายังไม่ลืม | COPTER   |              |

## 音樂錄影帶
| 年份   | 歌名                | 歌手                  | 備註                                    | 合作藝人              |
| 2017年 | ดีต่อใจ 心之所向      | Matung                | [ 6 ]                                   | 格拉帕·格潘 （Nanon） |
| 2017年 | อย่าทำร้าย 不要傷害我 | 吳夢凡 （Pluem）      | 《我親愛的失敗者之十七歲的你我》 原聲帶 |                       |
| 2019年 | คนพิเศษ 特別的人     | 努塔吾·詹瑪納 （Max） | [ 8 ]                                   |                       |

## 外部連結
- 娜帕誦·薇拉尤蒂萊於GMMTV的簡介 （页面存档备份，存于）（泰文）
- 娜帕誦·薇拉尤蒂萊的Instagram帳戶（泰文）
- 娜帕誦·薇拉尤蒂萊的X（前Twitter）（泰文）
- YouTube上的娜帕誦·薇拉尤蒂萊頻道（泰文）
- 娜帕誦·薇拉尤蒂萊在互联网电影资料库（IMDb）上的資料（英文）